# Pazaurek Dezső
Pazaurek Dezső (1951 - 2008. április 5.) Dunaszekcső díszpolgára, médiaszemélyiség. Többek között a tamagocsitemető, a Duna fölötti kötélhúzóverseny Dunaszekcső és Dunafalva között, a balkáni háborúba alibiutakat szervező Rizikó Tours, az állatoknak szánt szexuális segédeszközök, a dunaszekcsői csókverseny, valamint a Bős-Nagymaros helyett Dunaszekcsőn megépített vízlépcső ötletgazdája és megalkotója. Továbbá „társszerzője” a nappali fényben sötétséget csináló fekete villanykörte „projektnek”, a mohácsi panaszirodának, amiket barátja, Mayer Antal "talált fel".
A Rizikó Tours nevű utazási iroda azzal hívta fel magára a figyelmet, hogy buszos utazást hirdetett a porig bombázott Balkánra, egészen Koszovóig, természetesen magas áron. Rövid időn belül Dunaszekcsőre indult minden valamirevaló tévétársaság, hogy interjúval, riporttal tudósítson a nem mindennapi eseményről.
Vujity Tvrtko így ír a Rizikó Tours első emberéről Pokoljárás című könyvében (Alexandra Kiadó, 2007): "Engem azonban nem sikerült bepaliznia, egy idő után már tudtam, hogy a délszláv háborúba turistautakat szervező vállalkozó lódít, és igazából eszében sincs valóban levinni a bátor és pénzes turistákat a halálba. Csupán fogadott a cimboráival, hogy egy héten belül fölkerül egy magyar újság címlapjára. Egy üveg alig 500 forintos orosz pezsgő volt a tét." Pazaurek Dezső tehát 2 nap múlva felkerült az egyik bulvárlap címlapjára "Az év ízléstelensége" címmel.
Másik, világhírig jutó találmánya a tamagocsitemető volt. Az újságok Tokiótól Buenos Airesig címlapon hozták a fantasztikus történetet. Pazaurek Dezső minden nemzetbéli lapnak kikötötte, hogy a cikkbe írják bele falujának nevét, Dunaszekcsőt.
Mindene volt a tréfa, még halálos betegen is viccelődött. Idézet Vujity Tvrtko Pokoljárás című könyvéből: Még a halálából is polgárpukkasztást kívánt csinálni. Az egyik munkatársával már utánanézetett, mennyibe kerülne egy mezőgazdasági géppel szétszóratni a hamvait. Aztán elvetette a lehetőséget, de nem a borsos ár miatt. Jobb tréfát eszelt ki! Eltervezte, hogy rámondja egy magnókazettára a következő mondatokat: "Engedjetek ki! Engedjetek már ki!" És mellé dörömböl egy fadeszkán. Majd az egyik barátja a temetése előtt a fejpárnája alá csempészi a magnót, és amikor leeresztik a koporsót a földbe, távirányítóval bekapcsolja a magnót. A gyászoló tömeg meg a következőt hallja odalentről, eszeveszett dörömbölés kíséretében: "Engedjetek ki! Engedjetek már ki!"
2008. április 5-én hunyt el, egy ritka, gyorsan növekvő és legtöbbször halálos betegségben, angioszarkómában.
Dezső végakaratának megfelelően a hamvait repülőgépről Dunaszekcsőn a kempingje-étterme, valamint a Duna felett szórták ki, miközben lent a löszfalnál Vujity Tvrtko tartotta a búcsúztatót.
Barátja, Szőke Tamás rövid videóban emlékezik meg Dezsőről, vágóképekkel a temetésről és a kisfilm végén Dezső egy búcsúmondata is elhangzik.
Pazaurek Dezső emlékére a tv2 Napló című műsora 11 perces kisfilmet készített